# ヘンク・ノレル
ヘンク・ノレル（Henk Norel、1987年9月27日 - ）は、オランダのプロバスケットボール選手。スペイン男子プロバスケットボールリーグ1部リーガACBのホベントゥート・バダローナ所属。南ホラント州ホルクム出身。ポジションはパワーフォワード、センター。210cm、100kg。